# Sigeric
Sigeric, död 415, var kung i västgotiska riket från 415 till 415. 